# 罗什普雷马里-昂迪耶
罗什普雷马里-昂迪耶（法語：Roches-Prémarie-Andillé，法語發音：[ʁɔʃ pʁemaʁi ɑ̃dije]）是法国新阿基坦大区维埃纳省的一个市镇，位于该省中部，属于普瓦捷区。该市镇于1819年由原市镇罗什普雷马里（Roches-Prémarie）和昂迪耶（Andillé）合并而成。

## 地理
罗什普雷马里-昂迪耶（46°28'55"N, 0°22'15"E）面积22.37 平方千米，位于法国新阿基坦大区维埃纳省，该省份为法国中西部省份，北起曼恩-卢瓦尔省和安德尔-卢瓦尔省，西接德塞夫勒省，南至夏朗德省，东南接上维埃纳省，东临安德尔省。
与罗什普雷马里-昂迪耶接壤的市镇（或旧市镇、城区）包括：斯马尔沃、阿洛讷、伊特伊、努阿耶莫佩尔蒂、拉维勒迪约迪克兰。

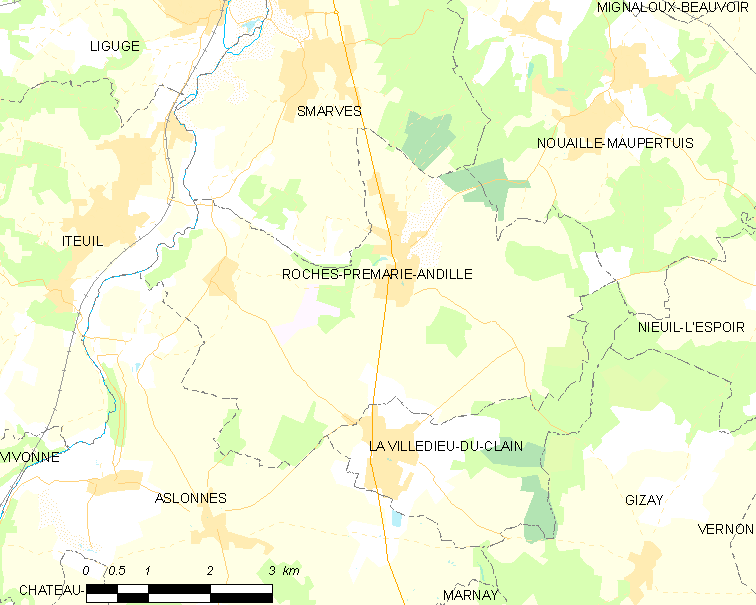
罗什普雷马里-昂迪耶的OSM定位图

罗什普雷马里-昂迪耶的时区为UTC+01:00、UTC+02:00（夏令时）。

## 行政
罗什普雷马里-昂迪耶的邮政编码为86340，INSEE市镇编码为86209。

## 政治
罗什普雷马里-昂迪耶所属的省级选区为维沃讷县。

## 人口

1962-2008年间罗什普雷马里-昂迪耶人口变化图示

罗什普雷马里-昂迪耶于2022年1月1日时的人口数量为2174人。